# Pierre du Bois de Dunilac

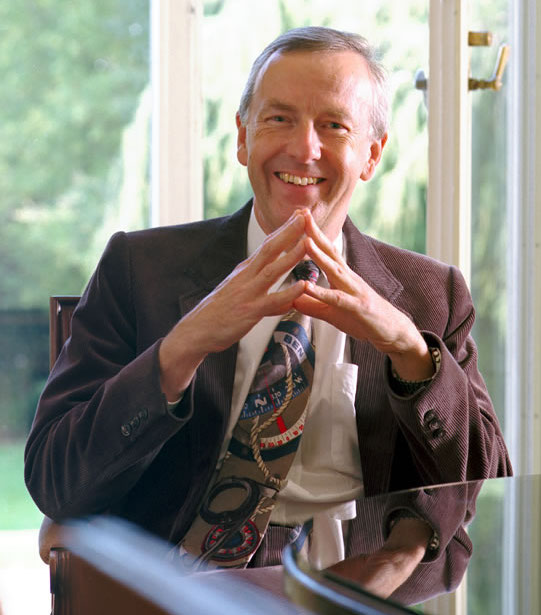
Pierre du Bois de Dunilac

Pierre du Bois de Dunilac (Herzogenbuchsee (kanton Bern), 5 mei 1943 - Pully, 23 juni 2007) zoon van een Zwitserse vader en Nederlandse moeder, is een Zwitserse schrijver, politiek wetenschapper, filantroop en humanist.

## Biografie
Na zijn studie in Parijs met mensen als Fernand Braudel, Le Roy Ladurie, en vooral Louis Aragon en Elsa Triolet, met wie hij bevriend bleef, maakte hij een academische carrière in Zwitserland na het behalen van zijn doctoraat in Letteren aan de Universiteit van Lausanne. Zo werd hij 1980 tot 1992 professor aan het Graduate Institute for European Studies in Genève, in 1963 door Denis de Rougemon opgericht, professor aan de GII sinds 1992 en universitair hoofddocent aan de Universiteit van Neuchâtel] sinds 1986.
Zijn belangrijkste onderwerpen van onderzoek in de geesteswetenschappen zijn de Europese integratie, het probleem van de Oost-West relaties en de rol van Zwitserland in het schaakbord van de wereld en haar relaties en interacties met hem.
Zoals hij zelf zei in een interview met de Zwitserse televisie, maakte zijn kosmopolitische oorsprong hem vatbaar voor dit soort onderwijs en openheid naar de wereld, zo zegt hij: "Ik ben een zeer ingewikkelde Zwitser, om de waarheid te vertellen, mijn moeder is van Nederlandse afkomst, de moeder van mijn vader was Belgische en mijn vader werd geboren in Duitse Zwitserland. Ik ben een echte Europese"

## Pierre du Bois Foundation for Contemporary History
Na zijn dood heeft zijn weduwe Irina du Bois de Dunilac, volgens de wensen van haar overleden echtgenoot, de "Stichting Pierre du Bois" opgericht, met als doel het onderzoek over de geschiedenis van de huidige tijd, in Europa en in de wereld te stimuleren en te ondersteunen. Deze stichting geeft vooral een beurs beschikbaar ter bevordering en ondersteuning van een proefschrift op het gebied van de geschiedenis van onze tijd.
Op maandag 8 december 2008, heeft de heer Pascal Couchepin, voorzitter van de Zwitserse Confederatie de Stichting aan het Instituut voor Internationale Studies en Ontwikkeling geïnaugureert.
Bij deze gelegenheid, Pascal Couchepin sprak over "de politicus en het nieuws". Hij herinnerde Pierre du Bois en de vriendschap van bijna een halve eeuw, met de nadruk van haar cultuur en elegantie, en zijn liefde voor discussie en om nieuwe dingen te ontdekken.

## Enkele publicaties
- "Musique tsigane et civilisation du divertissement", Cadmos (cahiers trimestriels de l'Institut universitaire d'études européennes de Genève et du Centre européen de la culture), 1979, p. 62-86.
- Les mythologies de la Belle Époque : La Chaux-de-Fonds, André Evard et l'Art Nouveau, Lausanne, 1975, W.Suter, 1975, 34 p.
- Drieu La Rochelle. Une vie, Lausanne, 1978.
- Union et division des Suisses, Lausanne, 1983.
- L'AELE d'hier à demain, Genève, 1987.
- La Suisse et le défi européen 1945-1992, Lausanne, 1989.
- La Suisse et l'Espace économique européen, Lausanne, L'Âge d'Homme, 1992.
- Ancheta asupra unei ascensiuni. Ceausescu le putere, Bucarest, 1998.
- Histoire de l’Europe monétaire, Paris, PUF, 2008.